# Torda Haïnikoye
Torda Haïnikoye (* 1942 in Bonkoukou; † 15. Mai 2008 in Niamey) war ein nigrischer Offizier und Politiker.

## Leben
Torda Haïnikoye wurde 1962 Mitglied der Streitkräfte Nigers. Er war ab 1975 stellvertretender Kommandant und ab 1977 Kommandant der 1. Panzerschwadron in Niamey. Ab 1983 wirkte er als Kommandant in Dirkou und 1984 als Kommandant des 3. Bataillons in Zinder. Das Regime des Obersten Militärrats betraute ihn anschließend mit Aufgaben in der Zivilverwaltung. Haïnikoye arbeitete von 1984 bis 1988 als Unterpräfekt von Tanout und von 1988 bis 1989 als Präfekt von Maradi. Danach war er von 1989 bis 1991 mit dem Titel Präfekt-Präsident des Gemeindeverbunds Niamey ernannter Bürgermeister der Hauptstadt.
In seine Amtszeit fielen die Ereignisse des 9. Februar 1990, als Studentenproteste auf der Kennedybrücke in Niamey vom Militär gewaltsam niedergeschlagen wurden. Mehrere Todesopfer waren die Folge. Haïnikoye, der inzwischen als Präfekt nach Tahoua gewechselt war, wurde von der Nationalkonferenz, die 1991 die Macht im Staat vom Militär übernommen hatte, gemeinsam mit den Offizieren Amadou Seyni Maïga, Saminou Oumarou und Mossi Tinni zur Verantwortung gezogen. Die vier Offiziere wurden am 29. August 1991 aller Ämter enthoben. Haïnikoye, der zuletzt den militärischen Dienstgrad eines Chef d’escadron innehatte, ging ein Jahr später bei den Streitkräften in Ruhestand. 
In späteren Jahren nahm Torda Haïnikoye seine politische Karriere wieder auf. Staatspräsident Mamadou Tandja, ein ehemaliges Mitglied des Obersten Militärrats, ernannte ihn im Jahr 2000 zu seinem Kabinettschef. Im Jahr 2004 wurde Haïnikoye zum Bürgermeister seines Heimatorts Bonkoukou gewählt. Er starb vier Jahre später nach einer kurzen Krankheit.
Haïnikoye war verheiratet und hatte neun Kinder.

## Ehrungen
- Kommandeur des Nationalordens Nigers[1]